# دایسوکه تاناکا
دایسوکه تاناکا (انگلیسی: Daisuke Tanaka؛ زادهٔ ۶ ژانویهٔ ۱۹۸۳) بازیکن فوتبال اهل ژاپن است.
از باشگاه‌هایی که در آن بازی کرده‌است می‌توان به باشگاه فوتبال شیمیزو اس-پالس اشاره کرد.